# جیمز فیتزپاتریک
جیمز فیتزپاتریک (انگلیسی: James Fitzpatrick; ۲ ژوئن ۱۸۹۲ – ۹ اکتبر ۱۹۷۳) بازیکن راگبی ۱۵ نفره اهل ایالات متحده آمریکا بود.